# Modèle d'utilité
Un modèle d'utilité est un titre de propriété intellectuelle qui, tout comme les brevets, est destiné à protéger les inventions mais de peu de valeur créative ou d’activité inventive moins importante. Ce type de droit est disponible dans de nombreux pays, mais notamment pas aux États-Unis, au Royaume-Uni ou au Canada,. Bien qu'un modèle d'utilité soit similaire à un brevet, il est généralement moins cher à obtenir et à conserver, a une durée plus courte (généralement de 6 à 15 ans), un délai de délivrance plus court et des exigences de brevetabilité moins strictes,. Dans certains pays, il n’est disponible que pour les inventions dans certains domaines technologiques et/ou uniquement pour les produits. Les modèles d’utilité peuvent être décrits comme des brevets de seconde classe.
Même si aucune convention internationale n'oblige les pays à protéger les modèles d'utilité (contrairement aux droits d'auteur, aux marques ou aux brevets) et alors qu'ils ne sont pas soumis à l'accord ADPIC, ils sont cependant soumis à la Convention de Paris pour la protection de la propriété industrielle. Cela implique que les pays qui protègent les modèles d’utilité sont tenus de respecter des règles telles que le traitement national et la priorité. Les modèles d'utilité sont également disponibles (dans les pays dotés d'un système de modèles d'utilité) via le système de demandes de brevet internationales du Traité de coopération en matière de brevets (PCT).
Les codes de type pour les modèles d'utilité commencent respectivement par U, Y et Z pour les premier, deuxième et troisième niveaux de publication.

## Définition et terminologie
Un modèle d'utilité est un droit légal exclusif accordé pour une période de temps limitée (appelée « durée ») en échange de formations suffisantes fournies par l'inventeur sur son invention pour permettre à une personne possédant des compétences ordinaires dans le domaine concerné de mettre en œuvre l'invention. Les droits conférés par les lois sur les modèles d'utilité sont similaires à ceux accordés par les lois sur les brevets, mais sont plus adaptés à ce qui peut être considéré comme des « inventions progressives »,. Plus précisément, un modèle d'utilité est un « droit permettant d'empêcher des tiers, pendant une période de temps limitée, d'utiliser commercialement une invention protégée sans l'autorisation du ou des titulaires du droit. » 
Des termes tels que « petit brevet », « brevet d'innovation », « brevets à court terme », « innovation d'utilité », et « brevet mineur » sont généralement considérés comme entrant dans la définition de « modèle d'utilité »,,.

## Conditions d'octroi
La plupart des pays ayant des lois sur les modèles d'utilité exigent que l'invention soit nouvelle. Cependant, de nombreux offices de brevets (ou de modèles d’utilité) ne procèdent pas à un examen quant au fond et se contentent d’accorder le modèle d’utilité après avoir vérifié que les demandes de modèle d’utilité respectent les formalités. C'est pourquoi, pour un modèle d'utilité, le processus de délivrance est parfois appelé simplement enregistrement du modèle d'utilité. En outre, certains pays excluent des objets spécifiques de la protection des modèles d’utilité. Par exemple, dans certains pays, les méthodes (c'est-à-dire les processus), les substances chimiques, les plantes et les animaux ne bénéficient pas de la protection des modèles d'utilité.

### Union européenne
En 1997, la Commission européenne a proposé l'harmonisation des lois sur les modèles d'utilité dans tous les pays de l'UE. En 1999, la proposition a été mise à jour. Aucun accord n'a pu être trouvé et en 2006, la proposition a été retirée[réf. nécessaire].

### Allemagne
En Allemagne, un modèle d'utilité est considéré comme nouveau s'il ne fait pas partie de l'état de l'art. L'état de l'art comprend toutes les connaissances mises à la disposition du public au moyen d'une description écrite ou par une utilisation en Allemagne avant la date déterminante pour la priorité de la demande. La description ou l'utilisation effectuée dans les six mois précédant la date déterminante pour la priorité de la demande ne sera pas prise en considération si elle est fondée sur la conception du déposant ou de son prédécesseur en droit.

### Italie
En Italie, un modèle d'utilité (en italien : « Modello d'utilità ») est considéré comme nouveau s'il ne fait pas partie de l'état de l'art. L'état de l'art comprend toute connaissance mise à la disposition du public au moyen d'une divulgation écrite ou orale, partout dans le monde, avant la date de dépôt de la demande ou la date de priorité (si revendiquée). Le modèle d'utilité doit également impliquer une activité inventive, c'est-à-dire que les machines, dispositifs ou éléments revendiqués dans les modèles d'utilité doivent être plus efficaces et/ou plus faciles à utiliser que ceux de l'état de l'art. Les modèles d'utilité ne peuvent pas revendiquer des processus ou des méthodes. Au moment du dépôt de la demande, une taxe de dépôt est due, qui couvre également l'entretien des années 1 à 4. L' Office italien des brevets et des marques (UIBM) ne procède pas à un examen quant au fond de la demande afin d'évaluer la nouveauté et l'activité inventive de ce qui est revendiqué ; l'examen est uniquement limité aux exigences formelles. La publication a lieu 18 mois à compter de la date de dépôt ou de la date de priorité la plus ancienne, le cas échéant ; au moment du dépôt de la demande, le demandeur peut demander une publication anticipée, qui a normalement lieu dans un délai de 90 jours. Dans tous les cas, seules les données bibliographiques sont publiées 1 mois après le dépôt. L'octroi intervient généralement dans un délai de 2 ans. La validité d'un modèle d'utilité italien est vérifiée par le juge et son expert technique, au cours du litige. A l'issue de la quatrième année à compter du dépôt de la demande, une taxe de maintien pour les années 5 à 10 est due. Les sociétés/résidents étrangers doivent indiquer une adresse de service en Italie, qui peut correspondre au domicile d'un avocat ou, comme c'est toujours le cas, d'un conseil en brevets agréé.

### Japon
Au Japon, un modèle d'utilité est considéré comme nouveau s'il n'a pas été mis à la disposition du public avec une description écrite ou par utilisation avant la date pertinente pour la priorité de la demande (comme pour les brevets). Les modèles d'utilité japonais ne sont pas soumis à un examen quant au fond, mais le propriétaire doit demander un ou plusieurs "rapports d'avis technique" avant d'engager une procédure en contrefaçon.

### Fédération de Russie
Contrairement aux revendications de brevet, qui peuvent être délivrées en Russie sur des procédés et des compositions de matières, les revendications de modèles d'utilité russes sont limitées aux seuls appareils. D'autres exigences incluent la nouveauté et l’applicabilité industrielle. Il convient de noter que même si, dans l’évaluation de la nouveauté, tout document imprimé partout dans le monde constitue un état de la technique tant pour les modèles d'utilisé que pour les brevets, l’utilisation publique en dehors de la Russie est considérée comme un état de l'art uniquement pour les brevets, mais pas pour les modèles d'utilité.
Contrairement à la plupart des autres pays, il n’est pas possible de détenir un brevet et un modèle d’utilité pour la même invention. Le principal avantage d'un modèle d'utilité en Russie est un délai de poursuite très court (généralement pas plus de 6 mois) et un faible coût. La durée d'un modèle d'utilité est de 10 ans à compter de la date de priorité, et cette durée ne peut être prolongée (depuis 2014).
Lors d'un litige en contrefaçon en Russie, la doctrine de l'équivalence peut être utilisée avec les brevets, mais pas avec les modèles d'utilité. En outre, il n'est pas possible de convertir un brevet délivré en modèle d'utilité pour éviter la révocation du brevet lors de la procédure post-délivrance devant Rospatent ou les tribunaux, bien que la loi visant à remédier à cette situation ait été examinée par la Douma.

### Espagne
En Espagne, (espagnol : modelo de utilidad), lors de l’évaluation de l’activité inventive, l’estimation porte sur le niveau du bénéfice pas « très évidente » pour l’homme du métier. En revanche, pour les brevets, cette exigence est définie comme « évidente », ce qui signifie qu'elle est plus souple pour les modèles d'utilité en raison de l'introduction du terme « très ». En ce qui concerne la suffisance de la divulgation et la nouveauté absolue, les mêmes normes sont appliquées que pour les brevets.
Les récents changements apportés à la loi espagnole sur les brevets  ont ouvert la porte à la protection d'un plus grand nombre de types d'inventions. Sont exclus du champ de protection des modèles d'utilité les procédés, les inventions visant la matière biologique ainsi que les substances et compositions pharmaceutiques destinées à être utilisées comme médicament en médecine humaine ou vétérinaire.

## Disponibilité et noms
Les demandes de modèle d'utilité peuvent être déposées auprès des offices de brevets locaux dans les pays où la protection par modèle d'utilité est disponible.